# Trädet och grenen
Trädet och grenen är en psalm med text skriven 1991 av Jan Arvid Hellström från danska. Musiken är skriven 1993 av Jan-Olof Kulander.

## Publicerad som
- Psalmer och Sånger 1987 som nummer 806 under rubriken "Kyrkan och nådemedlen - Helg och gudstjänst".[1]
- Psalmer i 90-talet som nummer 820 under rubriken "Kyrkan och gudstjänsten".
- Verbums psalmbokstillägg 2003 som nummer 721 under rubriken "Kyrkan".